# Knabstrup (Dania)
Knabstrup – miasto w Danii, w regionie Zelandia, w gminie Holbæk.